# Adetus subcostatus
Adetus subcostatus är en skalbaggsart som beskrevs av Aurivillius 1900. Adetus subcostatus ingår i släktet Adetus och familjen långhorningar.
Artens utbredningsområde är:
- Honduras.
- Nicaragua.
- Panama.
- Venezuela.

Inga underarter finns listade i Catalogue of Life.